# جون ترافيس نيكسون
جون ترافيس نيكسون (بالإنجليزية: John Travis Nixon) هو صحفي أمريكي، ولد في 6 يوليو 1867 في كولشستر في الولايات المتحدة، وتوفي في 8 فبراير 1909 في موبيل في الولايات المتحدة.